# Johanna Niederhellmann
Johanna Niederhellmann, inaczej Hanna (ur. 6 lutego 1891 w Mönchengladbach, zm. 18 kwietnia 1956 w Duisburgu) – niemiecka sufrażystka, SPD – kandydatka do parlamentu i bojowniczka ruchu oporu przeciwko narodowemu socjalizmowi.

## Życiorys
Niederhellmann była nauczycielką w szkole prywatnej, w Duisburgu, w dzielnicy – Beeck. W 1933, we wrześniu została wydalona ze szkoły przez władze hitlerowskie.
Doświadczenia w czasie I wojny światowej sprawiły, że po 1918 wstąpiła do Niemieckiego Towarzystwa Pokoju. Została również członkiem Międzynarodowej Ligi Kobiet na rzecz Pokoju i Wolności oraz Niemieckiej Ligi Praw Człowieka. Wstąpiła do Związku zawodowego i w 1926 została członkiem niemieckiej partii politycznej – SPD. Prowadziła kampanię w  lokalnym stowarzyszeniu, w Duisburgu wygłaszając wykłady, zwłaszcza na temat praw kobiet, dzięki czemu stała się znana poza granicami miasta.
Zaraz po przejęciu władzy przez niemiecką partię nazistowską, w marcu 1933 przeprowadzono rewizje w domu Niederhellmann przy Schifferheimstraße 4 i skonfiskowano „niebezpieczne” publikacje, takie jak: Die Freiheit, Die Genossin i Die Weltbühne. Innym razem przeszukano ją i aresztowano na ulicy. We wrześniu, po zakazie wykonywania zawodu nauczycielki Niederhellmann przeprowadziła się do swoich rodziców na stare miasto, do dzielnicy, Ruhrort i mieszkała tam przy Carpstraße 18. To mieszkanie stało się nielegalnym miejscem spotkań dla podobnie myślących ludzi z ruchu oporu SPD. Do grupy należeli między innymi – Sebastian Dani i niemiecki polityk, Hermann Runge, którzy organizowali razem z innymi członkami dystrybucję nielegalnych materiałów edukacyjnych. Latem, 1934 w mieszkaniu rodziców Niederhellmann uregulowano „rozpowszechnianie nielegalnych materiałów”. Wybrane osoby rozdawały potajemnie zakazaną wiedzę.
Powstał też plan przekształcenia fabryki chleba – „Germania”, w dzielnicy Duisburga – Hamborn, w nielegalne socjaldemokratyczne centrum organizacyjne. Pomysł ten wyszedł od Johanny Niederhellmann, na którą mówiono – „Die Hanna“. Kiedy w 1935, w czerwcu centrum ruchu oporu odkryli gestapo Niederhellmann została aresztowana i poddana surowym torturom. W tak zwanym procesie fabrycznym chleba, w Duisburgu została skazana na trzy lata więzienia. 
Po II wojnie światowej Niederhellmann pomogła odbudować Socjaldemokratyczną Partię Niemiec, SPD. Niederhellmann od lipca 1945 została powołana do Tymczasowej Rady Obywatelskiej. Tego samego roku, we wrześniu odeszła z placówki i pracowała jako starosta na Ruhrorcie.
W 1948, z powodów zdrowotnych wycofała się i zrezygnowała ze wszystkich urzędów i funkcji politycznych. 

## Upamiętnienie

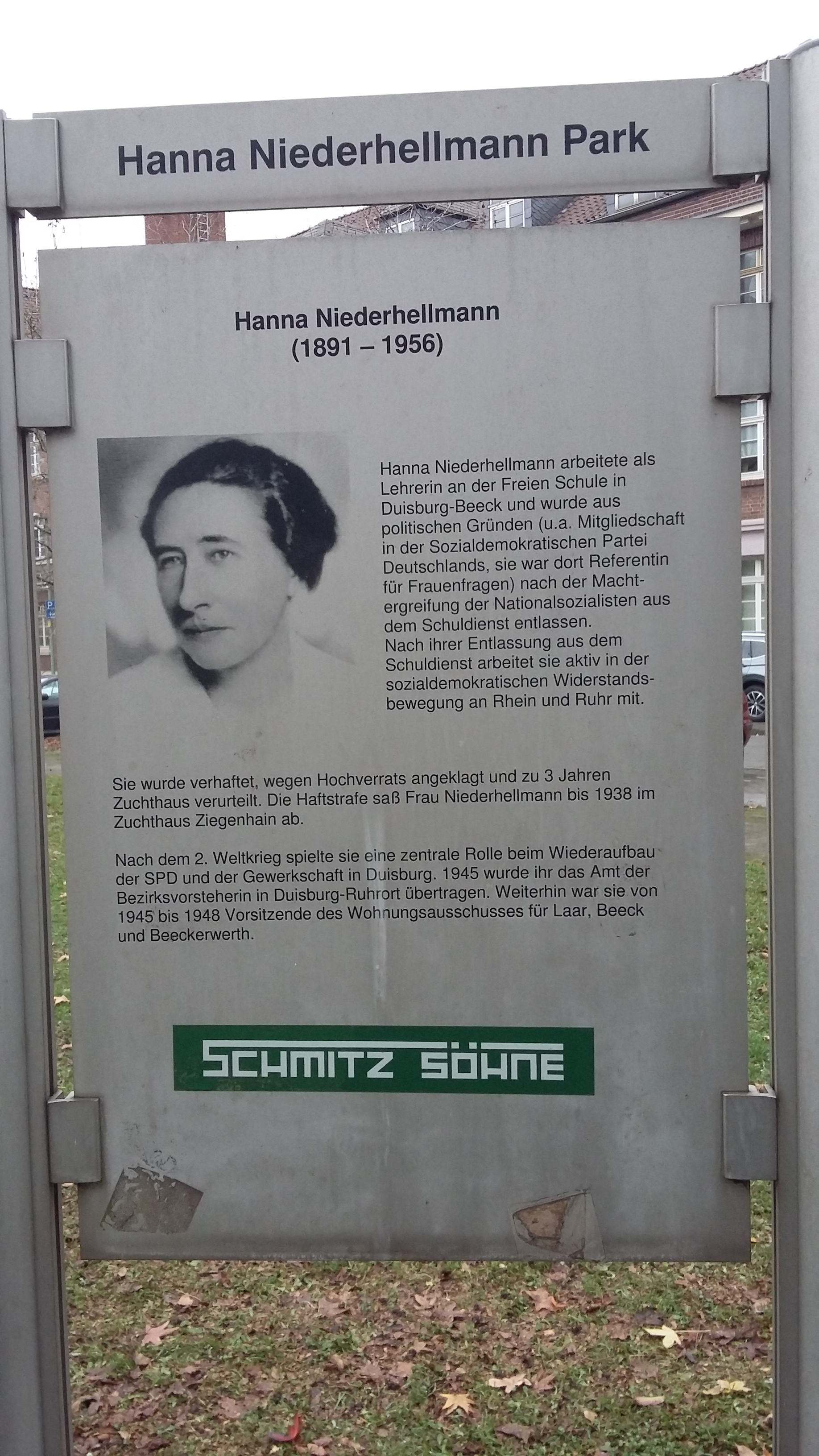
Park Johanny Niederhellmann w Duisburgu.

W 2004 park w dzielnicy Ruhrort został nazwany imieniem Johanny Niederhellmann i znajduje się pomiędzy Ruhrorter Str., a Vinckeufer. Naprzeciwko domu z tysiącem okien. 